# Daniel Estrada
Daniel « Dani » Estrada Aguirrezabalaga (né le 3 janvier 1987 à Zarautz) est un footballeur espagnol qui évolue au Real Unión de Irun. Il joue comme défenseur.

## Palmarès

### Clubs
- Real Sociedad
  - Vainqueur de la Liga Adelante : 2010
- Deportivo Alavés
  - Vainqueur de la Liga 2 : 2015-2016